# Fautaua diagonalis
Fautaua diagonalis là một loài bướm đêm trong họ Erebidae.